# 阴阳墟遗址
阴阳墟遗址，位于中国广东省韶关市曲江区白沙乡大村管理区，为韶关市曲江区文物保护单位，类型为古遗址，公布时间为1993年6月21日。
阴阳墟遗址的历史年代为宋代。